# Thập niên 680 TCN
Thập niên 680 TCN hay thập kỷ 680 TCN chỉ đến những năm từ 680 TCN đến 689 TCN.